# Lekkoatletyka na Letnich Igrzyskach Paraolimpijskich 2004 – bieg na 200 metrów kl. T38 mężczyzn
W biegu na 200 metrów kl. T38 (zawodnicy stojący z porażeniem mózgowym) mężczyzn podczas Letnich Igrzysk Paraolimpijskich 2004 rywalizowało ze sobą 10 zawodników.

## Wyniki

### Eliminacje
Bieg 1
| Poz. | Zawodnik             | Narodowość        | Rezultat | Uwagi |
| ---- | -------------------- | ----------------- | -------- | ----- |
| 1    | Tim Sullivan         | Australia         | 23.68    | Q     |
| 2    | Malcolm Pringle      | Południowa Afryka | 24.60    | Q     |
| 3    | Stephen Payton       | Wielka Brytania   | 25.11    | Q     |
| 4    | Juan Ramon Carrapiso | Hiszpania         | 25.45    |       |
| 5    | Kim Young Min        | Korea Południowa  | 27.84    |       |

Bieg 2
| Poz. | Zawodnik            | Narodowość | Rezultat | Uwagi |
| ---- | ------------------- | ---------- | -------- | ----- |
| 1    | Zhou Wenjun         | Chiny      | 23.74    | Q     |
| 2    | Farhat Chida        | Tunezja    | 23.77    | Q     |
| 3    | Andrij Onufriyenko  | Ukraina    | 23.78    | Q     |
| 4    | Aristotelis Marinos | Grecja     | 24.03    | q     |
| 5    | Paul Benz           | Australia  | 24.95    | q     |

### Finał
Finał A
| Poz. | Zawodnik            | Narodowość        | Rezultat | Uwagi |
| ---- | ------------------- | ----------------- | -------- | ----- |
| 1    | Tim Sullivan        | Australia         | 22.92    | WR    |
| 2    | Zhou Wenjun         | Chiny             | 23.37    |       |
| 3    | Farhat Chida        | Tunezja           | 23.47    |       |
| 4    | Andrij Onufriyenko  | Ukraina           | 23.57    |       |
| 5    | Aristotelis Marinos | Grecja            | 23.61    |       |
| 6    | Malcolm Pringle     | Południowa Afryka | 23.76    |       |
| 7    | Paul Benz           | Australia         | 24.34    |       |
| 8    | Stephen Payton      | Wielka Brytania   | 24.45    |       |